# Боб Пек
Роберт «Боб» Пек (англ. Bob Peck; 23 серпня 1945 — 4 квітня 1999) — британський актор театру, телебачення і кіно. Здобув популярність завдяки ролі поліцейського Рональда Крейвена у телесеріалі Edge of Darkness та ролі Роберта Малдуна у фільмі «Парк Юрського періоду».

## Біографія
Народився у звичайній робітничій сім'ї 23 серпня 1945 року у місті Лідс, Західний Йоркшир, Англія. Закінчив Лідський коледж мистецтв.
З 1972 року виступав в різних телевізійних програмах.
У 1982 одружився з Джилл Бейкер, з якою прожив до самої смерті. Мав трьох дітей.
У 1986 році отримав нагороду БАФТА за роль поліцейського Рональда Крейвена у телесеріалі Edge of Darkness.
У 1993 році зіграв Роберта Малдуна у фільмі Стівена Спілберга «Парк Юрського періоду».
Помер від раку у віці 53 років.

## Фільмографія
- 1975 — Королівський блиск
- 1989 — Потік
- 1990 — Повелитель мух
- 1991 — Чорна оксамитова сукня
- 1992—1996 — Хроніки молодого Індіани Джонса
- 1993 — Парк юрського періоду